# Piepersberg (Solingen)
Piepersberg ist eine Ortslage in der bergischen Großstadt Solingen.

## Lage und Beschreibung
Piepersberg liegt an einem Berghang nördlich der Gräfrather Altstadt auf etwa 250 Metern über NHN. Der Ort befindet sich unmittelbar an der Bundesstraße 224, der Wuppertaler Straße, die die Gräfrather Altstadt im Talgrund mit der Kluse im Stadtbezirk Wuppertal-Vohwinkel verbindet. Der Ort besteht aus einzelnen Wohnhäusern entlang der Wuppertaler Straße sowie dem brachliegenden Industriekomplex der ehemaligen Seidenweberei Niepmann östlich der Bundesstraße. Westlich des Ortes liegt der Businesspark Piepersberg, ein großes Gewerbe- und Industriegebiet, mit der nach der Ortslage benannten Erschließungsstraße, die bis zum Roggenkamp führt. Östlich von Piepersberg liegt das Haus Grünewald.
Benachbarte Orte sind bzw. waren: Höhe, Freudenberg, Kluse und Egidius Klusen auf Wuppertaler Stadtgebiet sowie Grünewald, Schieten, Flockertsholz, Gräfrath, Bandesmühle, Blumental, Eipaß und Grund auf Solinger Stadtgebiet.

## Etymologie
Der Ortsname ist von dem Familiennamen Pieper abgeleitet, möglicherweise also baute dort jemand diesen Namens als erstes sein Haus. Dabei deutet der Name wahrscheinlich auf einen Angehörigen der Sippe Pieper hin, die ursprünglich aus Wülfrath stammte. Mehrere Mitglieder dieser Pieper-Familie bekleideten im Gräfrath des 18. Jahrhunderts das Schöffenamt. Sehr wahrscheinlich bestehen Parallelen zu dem einstigen Ohligser Hof Piepers.

## Geschichte

### Ursprünge
In der Topographischen Aufnahme der Rheinlande von 1824 ist der Ort als Pipersberg verzeichnet. In der Preußischen Uraufnahme von 1843 und in der Topographischen Karte des Regierungsbezirks Düsseldorf von 1871 ist die Ortslage jeweils verzeichnet und als Piepersberg benannt. Um 1815 wurde durch den Ort die Altstraße von Vohwinkel über Gräfrath nach Solingen zur Provinzialstraße Essen–Solingen ausgebaut, die heutige Bundesstraße 224.
Nach Gründung der Mairien und späteren Bürgermeistereien Anfang des 19. Jahrhunderts gehörte Piepersberg zur Bürgermeisterei Gräfrath, die 1856 das Stadtrecht erhielt. 1832 war der Ort Teil der Honschaft (Ketz-)Berg innerhalb der Bürgermeisterei Gräfrath. Der nach der Statistik und Topographie des Regierungsbezirks Düsseldorf als Ackergut kategorisierte Ort besaß zu dieser Zeit ein Wohnhaus und ein landwirtschaftliches Gebäude. Zu dieser Zeit lebten 8 Einwohner im Ort, davon 4 evangelisch und 4 katholisch. Die Gemeinde- und Gutbezirksstatistik der Rheinprovinz führt den Ort 1871 mit einem Wohnhaus und sieben Einwohnern auf. Im Gemeindelexikon für die Provinz Rheinland von 1888 werden für den Ort vier Wohnhäuser mit 38 Einwohnern angegeben.:S. 98 1895 besitzt der Ortsteil drei Wohnhäuser mit 29 Einwohnern, 1905 werden vier Wohnhäuser und 42 Einwohner angegeben.
Mit der Städtevereinigung zu Groß-Solingen im Jahre 1929 wurde Piepersberg ein Ortsteil Solingens. Der größte Teil der zu der Ortslage gehörenden Wohnhäuser wurde zwischen 1988 und 1994 niedergelegt.

### Seidenweberei

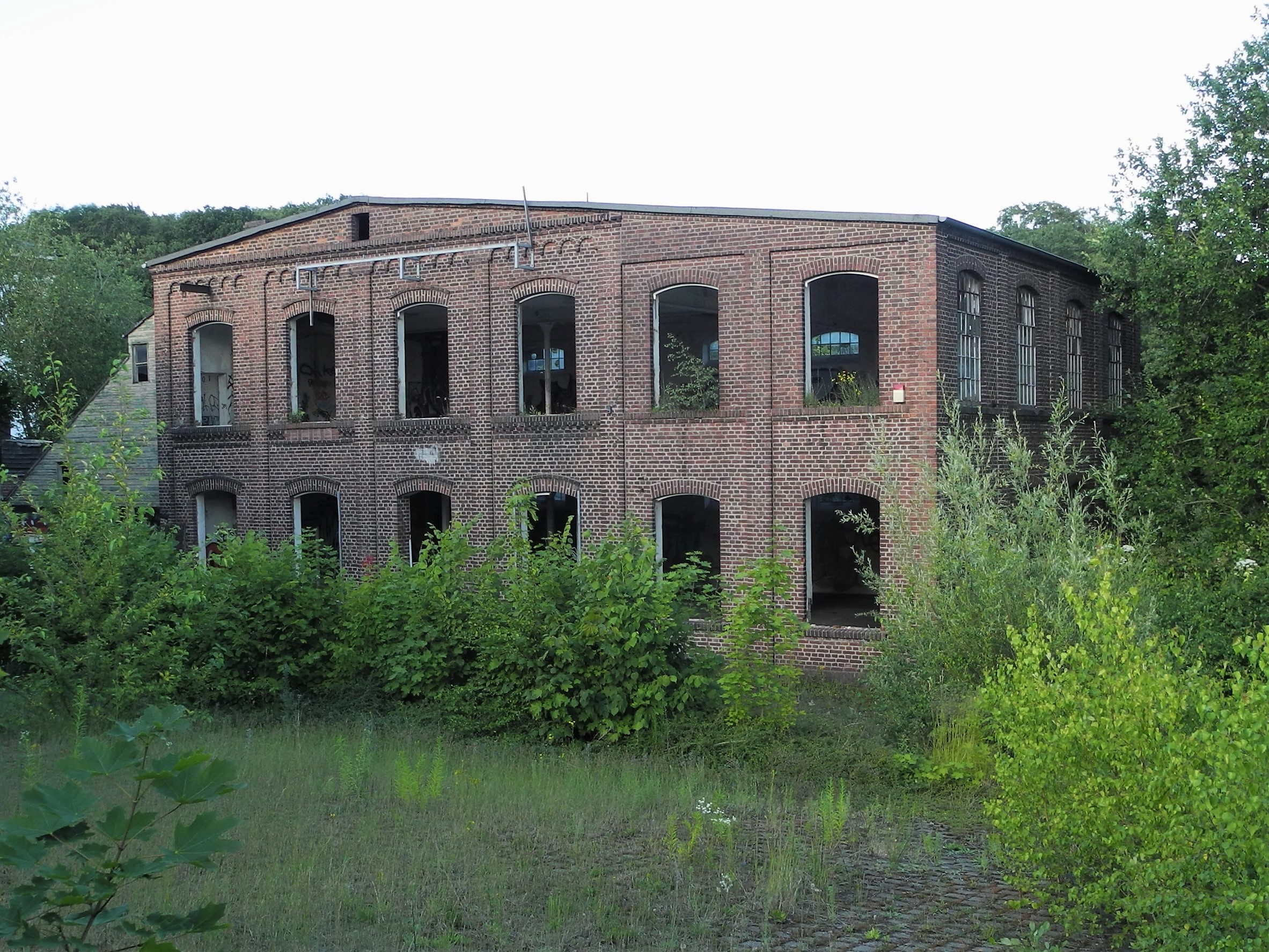
Zustand der ehemaligen Fabrik im Jahr 2022

Im Jahre 1872 gründete Ernst Niepmann am Piepersberg die Seidenweberei Niepmann mit mechanischen Webstühlen – ein Industriezweig, der für Solingen sehr untypisch war. Die Ansiedlung wird mit der Nähe zum heutigen Wuppertal erklärt, wo dieser Industriezweig traditionell beheimatet war. Der Standort wurde über Jahrzehnte immer mehr durch unverputzte Ziegelbauten erweitert, wodurch das Gelände seine heutigen Ausmaße annahm. Die Seidenweberei Niepmann war Anfang der 1890er Jahre mit über 200 Beschäftigten das größte Industrieunternehmen Gräfraths. Nach Ende des Ersten Weltkriegs wurde das Unternehmen 1920 mit anderen Webereien vorwiegend aus Krefeld und dem Niederrhein zur Vereinigten Seidenweberei Aktiengesellschaft (später Verseidag genannt) zusammengeschlossen. Im Zweiten Weltkrieg musste der Betrieb zwischenzeitlich eingestellt werden, mangels Zerstörung des Gräfrather Standortes konnte der Betrieb jedoch nach Kriegsende wieder aufgenommen werden. Durch die Textilkrise ab dem Jahre 1970 geriet das Unternehmen zunehmend unter wirtschaftlichen Druck, da die Konkurrenz durch Billigtextilien aus dem Ausland rapide anwuchs. Die Produktionskapazitäten wurden zunächst verkleinert, ehe das Werk in Gräfrath bis Anfang der 1980er Jahre geschlossen wurde.
Nach Einstellung des Webereibetriebs wurde der Industriekomplex u. a. von der 1985 gegründeten Besteckfabrik Nivella genutzt, aus der später das Handelsunternehmen Silag hervorging. Silag betrieb zuletzt auf dem Fabrikgelände noch einen Lagerverkauf für Sonderposten. Dieser wurde am 15. Mai 2009 aufgegeben, das Unternehmen zog in neue Räumlichkeiten in der Nachbarstadt Langenfeld. Seither liegt der Industriekomplex weitgehend brach.
Seit dem Jahre 2021 wird der Abriss der ehemaligen Seidenweberei und der Neubau von Behindertenwerkstätten der Solinger Lebenshilfe am gleichen Standort in der Solinger Bevölkerung und Politik kontrovers diskutiert. Den Gebäuden der ehemaligen Seidenweberei kommt nach Ansicht der zuständigen Behörden kein Denkmalwert zu.

### Businesspark Piepersberg
Das großflächige Areal westlich der Ortslage zwischen dem Roggenkamp und der Wuppertaler Straße wurde noch bis Anfang der 2000er Jahre landwirtschaftlich genutzt. Mit dem Ziel, das Angebot an Gewerbeflächen mit guter Verkehrsanbindung zu vergrößern, geriet die Solinger Wirtschaftsförderung in den Besitz des Geländes am Piepersberg. Dort entstand nach Schaffung der dafür nötigen Infrastruktur ab Ende der 2000er Jahre der Businesspark Piepersberg. Rasch siedelten sich auf dem 22 Hektar großen Areal bis 2010 mit Bechtle, Langer Hydraulik, Artimax, ICX und Wegatrade die ersten Unternehmen an. Es folgten unter anderem der Briefumschlägeproduzent Bong und die Firma Item Industrietechnik, die auf dem mit Abstand größten Grundstück im Norden des Piepersbergs ein Großhandelslager mit Fertigung errichtete. Ab dem Jahr 2016 waren nur noch kleinere Restflächen verfügbar.
Im Jahre 2015 wurden Pläne bekannt, wonach auf einem Gelände westlich des Businessparks Piepersberg eine Mehrzweckhalle mit 7.000 Plätzen entstehen soll. Die sogenannte Arena Bergisch Land soll vor allem dem Bergischen HC als Heimspielstätte dienen, daneben aber auch durch andere Events genutzt werden. Die Arena soll auf Solinger Stadtgebiet liegen, jedoch von Wuppertal-Vohwinkel aus erschlossen werden. Im September 2018 gab der BHC jedoch bekannt, dass die Pläne verworfen werden mussten, da mit einem Grundstückseigentümer am Piepersberg keine Einigkeit über den Verkauf eines für den Arena-Bau notwendigen Grundstücks erzielt werden konnte.
Um das Gewerbegebiet auch an den öffentlichen Personennahverkehr anzuschließen, ist seit den 2010er Jahren an der Wuppertaler Straße eine neue Bushaltestelle Piepersberg geplant. Sie soll durch die dort verkehrende Oberleitungsbuslinie 683 der Stadtwerke Solingen bedient werden. Die Haltestelle soll im Rahmen der Fahrbahnsanierung der Wuppertaler Straße realisiert werden, mit einer Fertigstellung wird 2023 gerechnet.